# Antônio Monteiro Dutra
Antônio Monteiro Dutra (11 augustus 1973) is een Braziliaans voetballer.